# Bernhard Langer
Bernhard Langer (født 27. august 1957 i Anhausen, Vesttyskland) er en tysk golfspiller, der igennem flere årtier har været sit lands mest succesfulde golfspiller. Pr. september 2010 står han noteret for hele 83 sejre gennem sin professionelle karriere. Hans bedste resultater i Major-turneringer er hans to sejre ved US Masters i henholdsvis 1985 og 1993.
Langer var igennem 1980'erne og 90'erne fast deltager på det europæiske hold ved Ryder Cup, og nåede i alt at repræsentere Europa 10 gange ved turneringen. Desuden var han i 2004 kaptajn for holdet.